# Georgi Dmitrijewitsch Karpetschenko

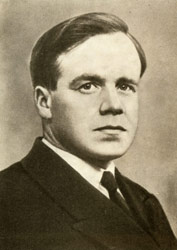
Georgi Dmitrijewitsch Karpetschenko

Georgi Dmitrijewitsch Karpetschenko (russisch Георгий Дмитриевич Карпеченко; * 21. Apriljul. / 3. Mai 1899greg. in Welsk; † 28. Juli 1941 in Moskau) war ein sowjetischer Biologe.

## Leben
Karpetschenko spezialisierte sich in Zellbiologie und erstellte mehrere Hybriden.
Unter seinen Beiträgen ist seine bahnbrechende Arbeit auf dem Gebiet der Allopolyploiden, die ihren Höhepunkt in der Schaffung fruchtbarer Nachkommen von Rettich (Raphanus sativus) und Kohl (Brassica oleracea) fand.
Er arbeitete am Institut für Angewandte Botanik in der Nähe von Leningrad in Zusammenarbeit mit Genetikern anderer Länder, insbesondere Øjvind Winge in Dänemark und Erwin Baur in Deutschland.
Während des Stalinschen Terrors wurde ihm die Zugehörigkeit zu einer angeblichen „antisowjetischen Gruppe“ um dem bekannten russischen Botaniker Nikolai Wawilow vorgeworfen. Er wurde zum Tode verurteilt und am 28. Juli 1941 hingerichtet.